# Janis Joplin

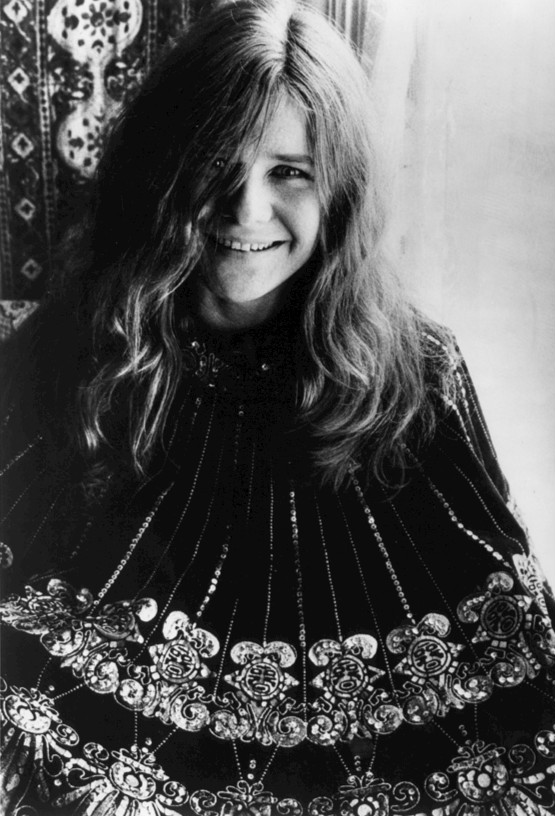
Janis Joplin 1969-ben

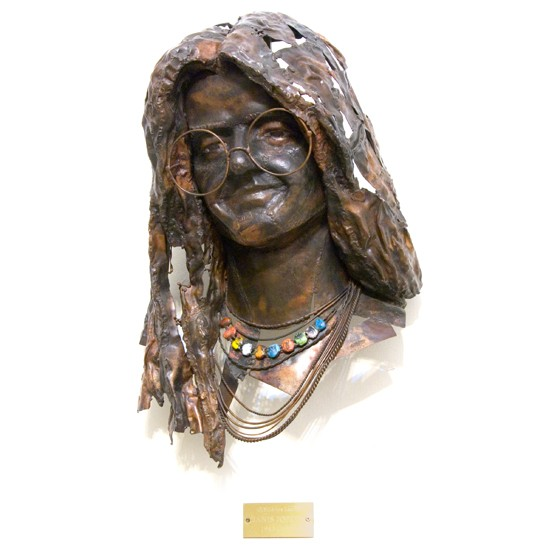
Janis Joplin-mellszobor, Erkel Ferenc Általános Iskola, Budapest,
ifj. Szlávics László alkotása

Janis Joplin (teljes nevén Janis Lyn Joplin) (Port Arthur, 1943. január 19. – Los Angeles, 1970. október 4.) amerikai rock- és blues-énekesnő, zeneszerző, szövegíró.
Pályafutása rövid volt: 1967-ben vált ismertté, és utolsó albumát már halála után, 1971-ben adták ki. Elsősorban erős, a blueszene hatását tükröző hangja, illetve stílusa emlékezetes.

## Életpályája
Joplin egy akkoriban 60 ezres lakosú texasi kikötővárosban, középosztálybeli családba született. Édesapja, Seth Joplin Amarillóból származott, édesanyja, Dorothy Nebraskából érkezett a városba. Janis hatéves volt húga, Laura születésekor, és 10 éves lett, amikor öccse, Michael megszületett. Bár a helyi templomi kórusban énekelt (csengő szoprán hangon), a zene kamaszkoráig másodlagos volt számára. 1960-ban fejezte be a Thomas Jefferson Középiskolát, majd Austinban, a Texas Egyetemen tanult, ahol diplomát ugyan nem szerzett, de énekesi karrierje megkezdődött: barátaival gyakran énekelt folkot és bluest. 1963-ban San Francisco Haight-Ashbury városrészébe költözött, amely az 1960-as évek hippi kultúrájának középpontja volt. Bár Joplin nem használta magára a biszexuális jelzőt, mind férfiakkal, mind nőkkel tartott fenn szerelmi kapcsolatot.
Több együttessel lépett fel.
Karrierjét és egészségét egyaránt tönkretette alkoholizmusa és kábítószer-függősége. 27 éves korában Los Angelesben, kábítószer-túladagolás miatt érte a halál. Hamvait – végakaratának megfelelően – a Csendes-óceánba szórták; mintegy 2000 dollárnyi „vagyonát” pedig a barátai egy bulin elitták.
A halála után hat héttel megjelentetett Pearl (Gyöngy) című lemezén szerepel Nick Gravenites dala, a Buried alive in the blues (Élve a bluesba temetve), amely instrumentális szerzemény maradt, mert az ének rögzítése előtt elhunyt az énekesnő.

## Lemezei

### Albumok
- 1967 – Big Brother & The Holding Company featuring Janis Joplin
- 1968 – Cheap Thrills
- 1969 – I Got Dem 'Ol Kozmic Blues Again, Mama
- 1970 – Pearl

### Kislemezek
- 1971 – Me and Bobby McGee
- 1971 – Half Moon
- 1971 – Cry Baby
- 1971 – Mercedes Benz
- 1971 – Get It While You Can
- 1971 – Move Over

### Posztumusz lemezek
- 1972 – Live
- 1973 – Greatest Hits
- 1975 – Janis (Soundtrack)
- 1982 – Farewell Song
- 1993 – Janis
- 1995 – 18 Essential Songs
- 1997 – Little Piece Of My Heart
- 1998 – Live At Winterland '68
- 2003 – The Essential Janis Joplin ()
- 2009 – Janis Joplin-The Woodstock Experience (2CD)

## Legismertebb felvételei
- Me and Bobby McGee
- Mercedes Benz
- Piece of my Heart
- Summertime
- Ball And Chain
- Try
- Down On Me
- Move Over
- Cry Baby